# ستيفن هودجز
ستيفن هودجز (بالإنجليزية: Stephen Hodges)‏ هو فنان إيقاعي وملحن أمريكي، ولد في 12 فبراير 1952 في الولايات المتحدة.